# Provincia de Nor Lípez
Nor Lípez es una provincia de Bolivia, ubicada en el oeste del departamento de Potosí. Ésta cuenta con un área de 28 187 km², siendo su capital Colcha K (o Villa Martín). Una de las mayores minas de Bolivia, la mina San Cristóbal, se encuentra en el municipio de Colcha K, en la comunidad de San Cristóbal.

## Historia
Hasta 1885, cuando surge la división política actual, el antiguo Ayllu de los Lípez, se trasformó en la provincia de Lípez que estaba formada por 3 cantones: San Cristóbal, San Pablo y Llica. La actual provincia de Enrique Baldivieso quedaba en la jurisdicción del cantón San Cristóbal.
En 1885, por ley de 4 de diciembre se crearon las provincias de Nor Lípez y de Sud Lípez, la primera con lo que era el antiguo cantón San Cristóbal, durante el gobierno de Gregorio Pacheco. El 2 de febrero de 1917, por la importancia agropecuaria, comercial y de transporte que adquirió la zona, Colcha K se consolidó como capital de la provincia, de la cual, la jurisdicción de San Agustín quedó como uno de sus cantones, condición que mantuvo hasta 1985.
El 16 de junio de 1985 se creó la Provincia Enrique Baldivieso, cuyo único municipio de San Agustín se constituyó como capital de dicha provincia.

## Ubicación
Nor Lípez es una de las dieciséis provincias en las que se halla dividido el departamento de Potosí. Se ubica entre los paralelos 20°27' y 22°01' Sur y los meridianos 66°18' y 68°35' Oeste. Limita con la República de Chile al oeste y con las provincias de Daniel Campos (al norte), Antonio Quijarro (al noreste), Sud Chichas (al sur), estando enclavada en el centro sur de Nor Lípez la provincia de Enrique Baldivieso. La provincia se extiende sobre unos 270 km de este a oeste y 210 km de norte a sur.

## Fisiografía
La mayor parte de este territorio es una elevada meseta a más de 4000 m s. n. m., que constituye parte de la llamada Puna Salada, al oeste la Cordillera Occidental de los Andes señala el límite con Chile destacándose en ella los volcanes Ollagüe (de 5863 m) y Olta (de 5407 m), al sur y sureste corre la cordillera de Lípez que se continúa al este y noreste por la cordillera de Chichas formando todo este conjunto de cordilleras una gran U que encierra una cuenca por la cual corre de sur a norte el río Grande de Lípez que se pierde en el gigantesco salar de Uyuni.

Debido a la altitud y continentalidad el clima es frío de altura, con el aire enrarecido (lo cual provoca el soroche o apunamiento entre los no acostumbrados) y un suelo de páramos recubiertos esporádicamente por arbustos achaparrados como la tola, en los lugares más bajos y húmedos existen vegas en los cuales se suelen localizar los principales centros de población humana que, generalmente se reducen a pequeños caseríos de adobe y piedra.

## Demografía
De acuerdo con el censo boliviano de 2024, la población de la provincia de Nor Lípez es de 14 241 habitantes.
La población de la provincia ha aumentado aproximadamente dos cuartas partes en las últimas tres décadas:
| Año  | Habitantes | Fuente |
| ---- | ---------- | ------ |
| 1992 | 8 320      | Censo  |
| 2001 | 10 460     | Censo  |
| 2012 | 14 057     | Censo  |
| 2024 | 14 241     | Censo  |

El territorio de Nor Lípez estuvo poblado principalmente por la parcialidad lípez de la etnia atacameña, aunque sufrió un fuerte proceso de transculturación al ser anexado el territorio al Tahuantinsuyu a mediados del siglo XV quedando en gran medida quechuizada la población, tal como aún hoy se refleja en el idioma y en otros rasgos culturales.

Hoy en día los principales idiomas hablados son el español y el quechua.

| Lengua              | Municipio de Colcha "K" | Municipio de San Pedro de Quemes |
| ------------------- | ----------------------- | -------------------------------- |
| Quechua             | 7256                    | 187                              |
| Aimara              | 333                     | 67                               |
| Guaraní             | 1                       | 0                                |
| Otro nativo         | 2                       | 0                                |
| Español             | 7932                    | 721                              |
| Extranjero          | 28                      | 3                                |
| Sólo nativo         | 878                     | 1                                |
| Nativo y en español | 6616                    | 222                              |
| Sólo en español     | 1319                    | 499                              |

La población se ha incrementado un 25,7 % en el período 1992–2001, siendo en el año 2001 los habitantes 10 460 personas, lo que da (pese al importante incremento) una densidad demográfica de sólo 0,4 habitantes/km². La población registrada según el censo de 2012 es de 14 047 habitantes.
Las personas son en su mayoría indígenas, ciudadanos de ascendencia quechua.
| Grupo étnico              | Municipio de Colcha "K" (%) | Municipio de San Pedro de Quemes (%) |
| ------------------------- | --------------------------- | ------------------------------------ |
| Quechua                   | 88.3                        | 45.0                                 |
| Aimara                    | 5.6                         | 6.3                                  |
| Guaraní, Chiquitos, Moxos | 0.1                         | 0.2                                  |
| No indígenas              | 6.0                         | 48.3                                 |
| Otros grupos indígenas    | 0.1                         | 0.2                                  |

El 61 % de esta población está privada de electricidad domiciliaria, el 93 % se encuentra privada de facilidades sanitarias (agua dulce potable corriente, cloacas etc.). El 61 % de la población se dedica a una horticultura de subsistencia (papa, quinoa, maíz, ajo, ají, poroto, zapallo), la pastoricia (caprinos, ovinos, auquénidos, porcinos), a lo cual se suman algunas aves de corral (principalmente gallinas). El 9 % de la población trabaja en la minería, el 2 % en una industria artesanal (textil, cerámica, metalurgia, elaboración primaria de alimentos), el 28 % de la población está incluida en el sector servicios (que suele encubrir a la desocupación y la subocupación).
El 90 % de los norlipezeños adscribe al catolicismo y (desde hace pocas décadas) un 6 % a diversas variantes del protestantismo, con todo la mayoría de la población mantiene prácticas cultuales prehispánicas sincretizadas en el cristianismo.

## Economía
En 1996, por el sector de San Cristóbal en el municipio de Colcha "K" fueron descubiertos grandes yacimientos de plata, y el gobierno de Hugo Banzer (1997-2002) creó las condiciones legales para el desarrollo del sitio y se fundó el poblado. En agosto de 2007, la mina a cielo abierto "San Cristóbal" (Minera San Cristóbal) tuvo una producción anual de 525 toneladas de plata, 225 000 toneladas de zinc y 82 000 toneladas de plomo situándose como el tercer productor mundial de plata y el quinto de zinc.
El suministro de energía a la mina llega a través de la ciudad de Punutuma, y se construyó para el transporte de los concentrados de mineral, en el segundo trimestre de 2007, un ramal de ferrocarril de 65 km de largo completo que conecta la mina con el puerto chileno de Mejillones. En noviembre de 2008, se vende la mina de Apex Silver Mines Ltd. a la empresa comercial japonesa Sumitomo Corp.. De acuerdo con Sumitomo, la mina funcionará durante otros 16 años.

## Municipios
La provincia de Nor Lípez comprende dos municipios:
- Colcha K
- San Pedro de Quemes

## Lugares de interés
- Laguna Cañapa
- Laguna Chiguana
- Laguna Hedionda
- Laguna Kara
- Volcán Olca
- Volcán Ollagüe
- Paruma
- Laguna Pastos Grandes
- Volcán Sarapuro
- Cerro Sonequera
- Cerro Tapaquilcha